# 바이얀카물쥐속
바이얀카물쥐속(Baiyankamys)은 쥐과 쥐아과에 속하는 설치류 속 분류군이다. 1943년 힐튼(Hinton)이 종 쇼메이어물쥐와 함께 기술했으며, 이후 뉴기니섬 북동부의 비스마르크 산맥 남동부에서 한 개체의 자취를 발견했다. 1951년 테이트(Tate), 1954년 로리(Laurie)와 힐(Hill)이 종과 속의 두 존재를 확인했다.

## 하위 종
- 산악물쥐 (Baiyankamys habbema)
- 쇼메이어물쥐 (Baiyankamys shawmayeri)